# 丹尼爾·拜文
丹尼爾·L·拜文（Daniel L. Byman；？—），美國喬治城大學渥許外交學院政治學教授，布魯金斯學會高級研究員兼主任。

## 生平
安默斯特學院宗教系學士、麻省理工學院政治科學博士，他研究的領域主要在「中東問題」，多次投稿《華盛頓郵報》。
除了任教之外，他也時常為美國政府提供美國國際政策、以色列國際政策、伊斯蘭教、中東地區外交關係、中東安全問題的報告，恐怖主義是他近年注重的項目。
借重於他的中東研究專業，911事件時，他獲得美國國會參眾兩院的聘請，參與調查事件真相。